# Aschendorf (Gemeinde Wullersdorf)
Aschendorf ist eine Ortschaft und eine Katastralgemeinde der Marktgemeinde Wullersdorf im Bezirk Hollabrunn in Niederösterreich. Die Ortschaft hat 54 Einwohner (Stand 1. Jänner 2024). Bis Ende 1969 war Aschendorf eine eigenständige Gemeinde.

## Geografie
Das mit Hart zusammengebaute Dorf befindet sich in den Fluren ostsüdöstlich von Wullersdorf und wird vom Harter Bach durchflossen.

## Geschichte
Im Jahr 1822 wurde der Ort als Dorf mit 26 Häusern genannt, das nach Roggendorf eingepfarrt war, wohin auch die Kinder eingeschult wurden. Die Herrschaft Wullersdorf besaß die Ortsobrigkeit und besorgte die Konskription. Die Landgerichtsbarkeit wurde von der Herrschaft Kreutzenstein ausgeübt. Die Untertanen und Grundholde des Ortes gehörten den Herrschaften Wullersdorf, Immendorf, Dürnstein und Kadolz.
Laut Adressbuch von Österreich waren im Jahr 1938 in der Ortsgemeinde Aschendorf ein Gemischtwarenhändler, ein Schmied und ein Schneider ansässig.
Mit 1. Jänner 1970 wurden im Zuge der Niederösterreichischen Kommunalstrukturverbesserung die bis dahin selbständigen Gemeinden 
Aschendorf und Hart zu Hart-Aschendorf fusioniert, ehe zwei Jahre später die neu entstandene Gemeinde nach Wullersdorf eingemeindet wurde.